# Artur Thiele

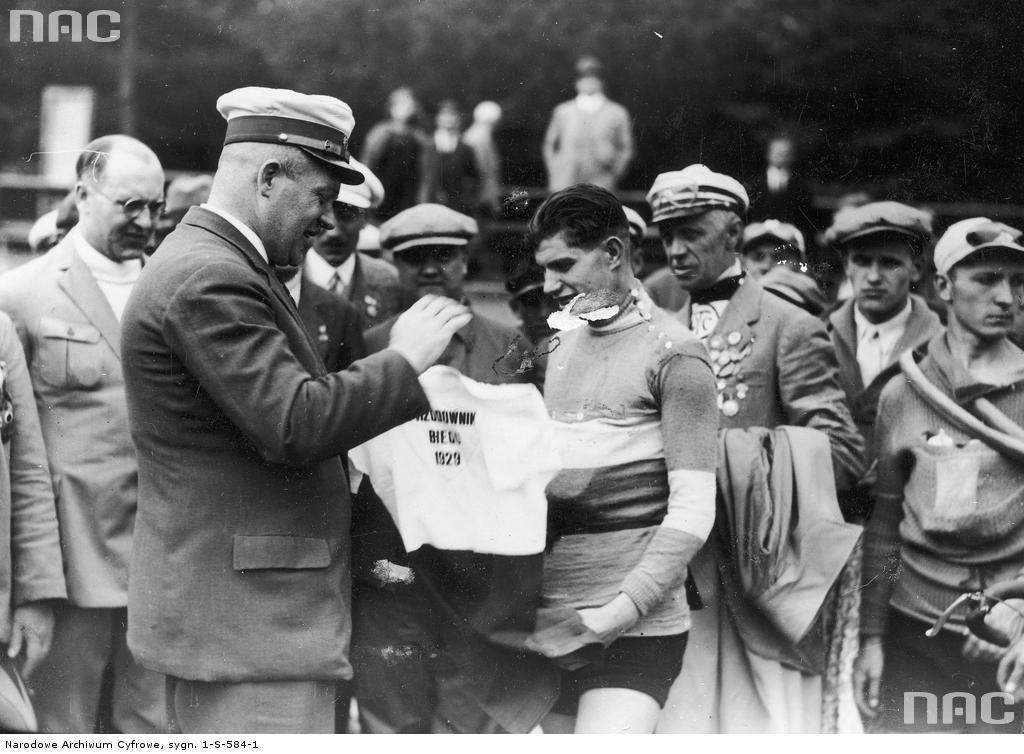
Wyścig kolarski Dookoła Polski – zakończenie I etapu Warszawa – Łódź (04.08.1929). Artur Thiele wręcza Józefowi Stefańskiemu koszulkę lidera z napisem „Przodownik biegu 1929”

Artur Thiele, właśc. Maksym Artur Thiele (ur. 1884 w Łodzi) –fabrykant działacz kulturalno-oświatowy i sportowy pochodzenia niemieckiego.

## Życiorys
Jego rodzina pochodzi z Saksonii – ojciec mieszkał Glauchau koło Meerane, skąd w 1880 wyjechał do Łodzi. Tam w 1887 założył przedsiębiorstwo pod nazwą Fabryka Przyrządów Tkackich „Bruno Thiele”, zajmujące się produkcją przyrządów tkackich, przy ul. Luizy 57 (późn. ul. 28 Pułku Strzelców Kaniowskich 65).
Bruno Thiele prowadził firmę do śmierci w 1899, kiedy to zarządzanie nad firmą przejęła wdowa po nim. Artur Thiele, zbyt młody by zająć się prowadzeniem przedsiębiorstwa, ukończył łódzką szkołę handlową, a następnie odbył staże zagraniczne. W 1908 objął zarząd nad firmą. W tym samym roku ożenił się z Frydą Agnieszką z domu Wyss. Firma Artura Thiele funkcjonowała co najmniej do stycznia 1942.
Thiele był zaangażowany w działalność sportową – działał jako prezes SS Union Łódź (1911–1913; 1928–1932) oraz był współzałożycielem i prezesem Union-Touring Łódź (1932–1934). Był współzałożycielem i pierwszym prezesem (1931–1935) Łódzkiego Okręgowego Związku Kolarskiego, a także członkiem władz Polskiego Związku Towarzystw Kolarskich (1924–1931, 1935–1936) i honorowym prezesem Polskiego Związku Kolarskiego. W ramach działalności sportowej, był m.in. kierownikiem ekspedycji kolarskiej na mistrzostwa świata w Amsterdamie, delegatem Polskich Towarzystw Kolarskich na kongresie Międzynarodowej Federacji Kolarskiej w Zurychu (1929) członkiem kierownictwa reprezentacji Polski podczas Igrzysk Olimpijskich w 1936 w Berlinie.
Ponadto był prezesem Niemieckiego Stowarzyszenia Szkolno-Oświatowego, działał w Towarzystwie Teatralnym „Thalia”, a także w administracji Ewangelickiego Towarzystwa Filantropijnego w Łodzi.

## Odznaczenia
- Złoty Krzyż Zasługi (1931)[14],
- Srebrny medal na wystawie polskiego rzemiosła (ok. 1937)[15].